# Inklings
Inklings (na hrv. prevedeno kao Tintići) bili su neformalna književna skupina, povezana sa Sveučilištem u Oxfordu, tijekom gotovo dva desetljeća između ranih tridesetih i kasnih četrdesetih godina XX. stoljeća. Inklings su bili književni entuzijasti, koji su hvalili vrijednost fiktivnih pripovijesti, i poticali pisanje fantazija. Kršćanske su vrijednosti bile na vrlo istaknut način prisutne u djelima nekih članova ove skupine. 

## Članovi i sastanci
Među redovitijim članovima Inklingsa, od kojih su mnogi bili predavači na Sveučilištu, bili su: J. R. R. "Tollers" Tolkien, C. S. "Jack" Lewis, Owen Barfield, Charles Williams, Tolkienov sin Christopher, Lewisov stariji brat Warren (ili "Warnie"), Roger Lancelyn Green, Adam Fox, Hugo Dyson, R. A. "Humphrey" Havard, J. A. W. Bennett, Lord David Cecil, Nevill Coghill. Nešto rjeđi posjetitelji bili su: Percy Bates, Charles Leslie Wrenn, Colin Hardie, James Dundas-Grant, John David Arnett, Jon Fromke, John Wain, R. B. McCallum, Gervase Mathew, and C. E. Stevens. Kao gosti pojavljuju se autor E. R. Eddison i južnoafrički pjesnik Roy Campbell.
"Pravo govoreći," pisao je Warren Lewis, "Inklings nisu bili ni klub, ni književno društvo, iako su imali pomalo i od jednoga i od drugoga. Nije bilo pravila, dužnosnika, dnevnih redova, ili formalnih izbora." Kao što je bilo uobičajeno za sveučilišne književne skupine u to vrijeme, svi su članovi bili muškarci. (Dorothy L. Sayers, za koju se ponekad tvrdi da je bila Inkling, bila je prijateljica Lewisa i Williamsa, ali nikada nije sudjelovala na sastancima.) 
Čitanje i raspravljanje o nezavršenim djelima članova bili su temeljna svrha sastnaka. Tolkienov Gospodar prstenova, Lewisov Out of the Silent Planet, i Williamsov All Hallows' Eve bile su među prvim novelama koje su čitane u skupini. Nisu svi sastanci bili ozbiljni; Inklings su se zabavljali natječući se tko može duže bez smijanja čitati notorno lošu prozu Amande McKittrick Ros.
Ime je izvorno bilo povezano s društvom na University Collegeu u Oxfordu, gdje je začetnik bio student Edward Tangye Lean oko 1931., sa svrhom čitanja nezavršenih pripovijesti. Društvo se sastojalo od studenata i predavača, a među njima su bili Tolkien i Lewis. Kada je Lean napustio Sveučilište tijekom 1933., društvo je prestalo s radom, a ime su Tolkien i Lewis prenijeli na svoju skupinu na Magdalen Collegeu. 
Sve do potkraj 1949., Ingklings su se sastajali, te čitali i raspravljali četvrtkom navečer, u prostorijama C. S. Lewisa na Magdalen Collegeu. Inklings i prijatelji su se takođoer neformalno susretali utorkom oko podne u lokalnom pubu Orao i dijete, također poznatom kao Ptica i beba, ili samo Ptica. Kasnije su se okupljali i u pubu Janje i zastava, prekoputa ulice, a u ranijim godinama neredovito su se znali sastajati u drugim pubovima, ali Orao i dijete je najpoznatiji.

## Vanjske poveznice
- Journal of Inklings Studies, Oxford znanstveni časopis s recenzijom
- Further Up and Further In, blog s izvorima o C.S. Lewisu i Inklings
- Bibliografija Inklingsa  Arhivirana inačica izvorne stranice od 23. rujna 2008. (Wayback Machine)
- Inklings gesellschaft, Njemačka
- Marion E. Wade Center